# Hatley (Mississipi)
Hatley és una població dels Estats Units a l'estat de Mississipi. Segons el cens del 2000 tenia 476 habitants.

## Demografia
Segons el cens del 2000, Hatley tenia 476 habitants, 188 habitatges, i 144 famílies. La densitat de població era de 137,2 habitants per km².
Dels 188 habitatges en un 34% hi vivien nens de menys de 18 anys, en un 64,4% hi vivien parelles casades, en un 9,6% dones solteres, i en un 23,4% no eren unitats familiars. En el 22,3% dels habitatges hi vivien persones soles el 9,6% de les quals corresponia a persones de 65 anys o més que vivien soles. El nombre mitjà de persones vivint en cada habitatge era de 2,53 i el nombre mitjà de persones que vivien en cada família era de 2,98.
Per edats la població es repartia de la següent manera: un 24,4% tenia menys de 18 anys, un 7,6% entre 18 i 24, un 27,3% entre 25 i 44, un 25,4% de 45 a 60 i un 15,3% 65 anys o més.
L'edat mediana era de 40 anys. Per cada 100 dones de 18 o més anys hi havia 91,5 homes.
La renda mediana per habitatge era de 44.167 $ i la renda mediana per família de 51.667 $. Els homes tenien una renda mediana de 32.813 $ mentre que les dones 26.875 $. La renda per capita de la població era de 17.726 $. Entorn del 8,7% de les famílies i el 10,8% de la població estaven per davall del llindar de pobresa.

## Poblacions més properes
El següent diagrama mostra les poblacions més properes.